# 我想被高中女生殺死
《我想被高中女生殺死》是由日本漫畫家古屋兔丸所創作的漫畫，連載於新潮社季刊漫畫雜誌《GoGo Bunch》（ゴーゴーバンチ）vol.01-vol.12。故事講述有著慕自我暗殺癖的主角東山春人為了被女高中生殺死而當上高中老師。改編真人版電影於2022年4月1日上映，城定秀夫執導、編劇，田中圭主演。

## 劇情大綱
主角東山春人是二鷹高中的老師，畢生最大的願望就是想被女高中生殺死，尤其是渴望被自己的學生佐佐木真帆親手絞死，他為此展開長達九年的計畫。春人從高中二年級開始就發現自己渴望被女高中生殺死，他得知自己的情況被稱為自我暗殺喜好（Autassassinophilia），並因此研究心理學，試圖成為臨床心理師。在實習期間，他在醫院內與當時8歲的佐佐木真帆相遇。
真帆是二鷹高中知名的美女，在她4歲那年，她遭到母親毆打，致使她出現另一人格薰。薰會在真帆受到劇烈衝擊時出現並保護她。在真帆8歲時，她險些遭到鄰居性侵，當時承受暴行的薰產生了另一人格凱瑟琳，凱瑟琳徒手將鄰居絞死，此殺人事件引發社會譁然，而真帆也因此被送入醫院。真帆並不知道另外兩個人格的存在。春人認為犯下此案的真帆非常適合殺死自己，便棄醫從教，創立遺跡研究俱樂部（社團）吸引她入社，該社團的成員還包括真帆的好友後藤葵和川原雪生。葵患有亞斯伯格症，具有超群的智力和感應力；雪生暗戀真帆多年，是個頭腦簡單的少年。臨床心理師深川五月是春人在大學時的女友，但兩人後來分手。她成為二鷹高中校內諮商師。在真帆找她諮商後，她得知真帆暗戀春人，也因為地震而得知薰的存在。春人為了施行計畫而向學校請辭，真帆受到打擊，薰也因此現身，讓雪生得知薰的存在。五月和雪生都希望能幫助真帆，因此請葵在真帆的手機裡偷安裝了APP，以便追蹤她的位置。
計畫施行當日，春人約真帆見面，感應到惡兆的葵硬是跟在真帆身旁，三人一起進入深山的森林中。春人攻擊真帆，薰因此現身抵抗，春人向薰和葵坦承了自己的計劃，並逼迫凱瑟琳現身殺死自己，雪生和五月利用APP得知真帆的位置，及時阻止春人。五月透露自己在和春人交往時，早已看過他撰寫的自殺計畫，而進入二鷹高中服務的目的也是為了阻止他。五月更表示自己已經讓真帆得知另外兩個人格，在真帆和薰對話後，人格開始逐漸整合，凱瑟琳也因此消失。在粉碎了春人的計畫後，薰向真帆道別，並和凱瑟琳一起消失了。雪生和葵把真帆帶下山，而五月則擁抱失意的春人，並希望能拯救他這個行屍走肉。
五個月後，真帆和雪生交往。在五月愛的包容下，春人重新試著考取臨床心理師資格，但他也暗中學習催眠術，因為他仍然試圖喚醒真帆的人格，並讓自己被女高中生殺死。

## 出版書籍
| 卷數 | 新潮社       | 新潮社                 | 東立出版社     | 東立出版社             |
| 卷數 | 發售日期     | ISBN                   | 發售日期       | ISBN                   |
| ---- | ------------ | ---------------------- | -------------- | ---------------------- |
| 1    | 2015年2月9日 | ISBN 978-4-10-771797-9 | 2016年12月7日  | ISBN 978-986-462-526-0 |
| 2    | 2016年8月9日 | ISBN 978-4-10-771909-6 | 2018年10月15日 | ISBN 978-986-462-527-7 |

## 電影

### 角色列表
- 東山春人：田中圭
- 佐佐木真帆：南沙良
- ：河合優實（河合優実）
- 君島京子：莉子
- 澤木愛佳：茅島水樹
- 川原雪生：細田佳央太
- 加藤菜津
- 久保乃乃花（久保乃々花）
- 深川五月：大島優子[2]

## 外部連結
- 電影官方網站（日語）
- 電影的X（前Twitter）（日語）